# Campeonato de Primera División B 1929 (Argentina)
El Campeonato de Primera División B 1929 fue la tercera temporada de la Primera División Sección B y la trigésimo primera de la segunda categoría del fútbol argentino en la era amateur. El certamen dio inicio el 28 de julio de 1929, y terminó el 12 de enero de 1930.
Al campeonato se incorporaron Liberal Argentino y Porteño, descendidos de la Primera División; y Acassuso, campeón de la División Intermedia.
El torneo coronó campeón a Honor y Patria, tras vencer por 3 a 0 a Liberal Argentino en la penúltima fecha, obteniendo el ascenso a Primera División — Sección A.

## Ascensos y descensos
| Pos. | Ascendidos a Primera División 1929 |
| ---- | ---------------------------------- |
| 1.º  | Colegiales                         |

| Pos. | Descendidos de Primera División 1928 |
| ---- | ------------------------------------ |
| 34.º | Liberal Argentino                    |
| 36.º | Porteño                              |

| Pos. | Ascendidos de División Intermedia 1928 |
| ---- | -------------------------------------- |
| 1.º  | Acassuso                               |

| Descendidos a División Intermedia 1929 |
| -------------------------------------- |
| No hubo                                |

El número de equipos aumentó a 21.

## Sistema de disputa
Los equipos se enfrentaron bajo el sistema de todos contra todos a 1 rueda. El mejor equipo del torneo se consagró campeón y obtuvo el ascenso. Debido a la duración del certamen, por lo avanzado del año, se dispuso que no haya descensos.

## Equipos participantes
| Equipo             | Ciudad       |
| ------------------ | ------------ |
| Acassuso           | San Isidro   |
| All Boys           | Buenos Aires |
| Alvear             | Buenos Aires |
| Balcarce           | Buenos Aires |
| Boca Alumni        | Dock Sud     |
| Del Plata          | Buenos Aires |
| Dock Sud           | Dock Sud     |
| General San Martín | San Martín   |
| Gutenberg          | La Plata     |
| Liberal Argentino  | Buenos Aires |
| Nacional           | Adrogué      |
| Palermo            | Buenos Aires |
| Progresista        | Gerli        |
| Retiro             | Buenos Aires |
| San Telmo          | Dock Sud     |
| Sportsman          | Buenos Aires |
| Temperley          | Temperley    |
| Unión              | Caseros      |

## Tabla de posiciones
| Pos. | Equipo             | Pts. | J  | G  | E | P  | GF | GC | DG  |
| ---- | ------------------ | ---- | -- | -- | - | -- | -- | -- | --- |
| 1.°  | Honor y Patria (B) | 31   | 20 | 12 | 7 | 1  | 34 | 14 | 20  |
| 2.º  | Unión (C)          | 27   | 19 | 11 | 5 | 3  | 33 | 19 | 14  |
| 3.º  | Porteño            | 27   | 19 | 11 | 5 | 3  | 29 | 20 | 9   |
| 4.º  | All Boys           | 24   | 20 | 8  | 8 | 4  | 25 | 19 | 6   |
| 5.º  | Alvear             | 24   | 20 | 8  | 8 | 4  | 28 | 26 | 2   |
| 6.   | General San Martín | 23   | 18 | 10 | 3 | 5  | 34 | 20 | 14  |
| 7.º  | Dock Sud           | 23   | 19 | 9  | 5 | 5  | 22 | 12 | 10  |
| 8.º  | Temperley          | 23   | 19 | 9  | 5 | 5  | 29 | 20 | 9   |
| 9.º  | Acassuso           | 23   | 20 | 8  | 7 | 5  | 33 | 25 | 8   |
| 10.º | Progresista        | 21   | 20 | 9  | 3 | 8  | 34 | 27 | 7   |
| 11.º | Liberal Argentino  | 21   | 19 | 8  | 5 | 6  | 21 | 16 | 5   |
| 12.º | Nueva Chicago      | 21   | 20 | 7  | 7 | 6  | 11 | 17 | -6  |
| 13.º | Palermo            | 18   | 18 | 7  | 4 | 7  | 22 | 23 | -1  |
| 14.º | Nacional (A)       | 17   | 20 | 6  | 5 | 9  | 19 | 18 | 1   |
| 15.º | Gutenberg          | 14   | 20 | 6  | 2 | 12 | 23 | 31 | -8  |
| 16.º | Boca Alumni        | 13   | 18 | 6  | 1 | 11 | 17 | 27 | -10 |
| 17.º | Sportsman          | 13   | 19 | 6  | 1 | 12 | 20 | 31 | -11 |
| 18.º | Retiro             | 12   | 20 | 5  | 2 | 13 | 15 | 43 | -28 |
| 19.º | Del Plata          | 10   | 19 | 4  | 2 | 13 | 17 | 35 | -18 |
| 20.º | Balcarce           | 9    | 17 | 3  | 3 | 11 | 5  | 19 | -14 |
| 21.º | San Telmo          | 6    | 18 | 1  | 4 | 13 | 13 | 30 | -17 |

|  | Campeón. Ascendió a Primera División. |